# Anaplectoides egregia
Anaplectoides egregia là một loài bướm đêm trong họ Noctuidae.